# Розовая лошадь
«Розовая лошадь», более точный перевод «Покатайся на розовой лошадке» (англ. Ride the Pink Horse) — фильм нуар режиссёра Роберта Монтгомери, вышедший на экраны в 1947 году.
Сценарий фильма написали Бен Хект и Чарльз Ледерер по одноимённому роману Дороти Б. Хьюз. Главный герой истории по имени Счастливчик Гэгин (Роберт Монтгомери) приезжает в сельский городок Сан-Пабло в штате Нью-Мексико, намереваясь шантажировать преступного дельца, незаконно нажившегося на военных заказах. Он хочет отомстить за убийство своего товарища и получить выкуп, однако оказывается на грани гибели, от которой его спасают мексиканская девушка и агент ФБР.
Некоторые детали фильма немного отличаются от романа, в котором главного героя зовут Моряк, а не Гэгин, и он не является ветераном войны. Моряк пытается шантажировать своего бывшего босса, которого называют Сенатор, возглавлявшего мафиозную сеть в Чикаго, который убил свою богатую жену ради страховки. По следу Сенатора идёт также коп из Чикаго Макинтайр. В остальном многие события и подробности в приграничном городке в Нью-Мексико, включая празднование фиесты и карусель, совпадают с фильмом.
Наряду с фильмами «Инцидент на границе» (1949), «Где живёт опасность» (1950) и «Печать зла» (1958), фильм относится к субкатегории нуаров, действие которых находится в приграничных с Мексикой городках США. Подобно фильмам «Синий георгин» (1946), «Катастрофа» (1946), «Рассчитаемся после смерти» (1947), «Ки-Ларго» (1948) и «Воровское шоссе» (1949), он также продолжает серию нуаровых картин, центральными персонажами которых являются «разочарованные военные ветераны», вернувшиеся со Второй мировой войны.
За исполнение роли в этом фильме актёр Томас Гомес был номинирован на Оскар как лучший актёр в роли второго плана.
В 1964 году был выпущен телевизионный римейк этого фильма под названием «Повешенный», его режиссёром был Дон Сигел, а главную роль исполнил Роберт Калп.

## Сюжет
Счастливчик Гэгин (Роберт Монтгомери) в стильном городском костюме приезжает на междугороднем автобусе в Сан-Пабло, маленький сельский городок в штате Нью-Мексико, где начинается празднование ежегодной фиесты. На автовокзале Гэгин достаёт из портфеля пистолет, перепрятывая его под пиджаком, и банковский чек, который запирает в ячейку камеры хранения, после чего выходит в город. В поисках гостиницы он знакомится с юной мексиканской девушкой по имени Пила (Ванда Хендрикс), которая провожает его, даёт оберег и убегает. Гэгину не удаётся устроиться в гостинице из-за отсутствия свободных мест. Выяснив у портье, где проживает некто Фрэнк Хуго (Фред Кларк), Гэгин поднимается к нему в номер. Открывший дверь секретарь Хуго пытается выгнать Гэгина, однако получает от того удар в живот и падает, теряя сознание. Вскоре появляется Марджори (Андреа Кинг), дорого одетая охотница за богатствами и любовница Хуго, спрашивая о цели визита Гэгина и предлагая ему пообедать вместе. Когда выясняется, что Хуго будет только завтра, Гэгин уходит, прося её передать, что он приходил от Шорти.
В холле гостиницы Гэгина приглашает пообедать пожилой интеллигентный мужчина, представляющийся как агент ФБР Билл Ретц (Арт Смит). Ретц говорит, что видел его на слушаниях по делу об убийстве Шорти, и предполагает, что Гэгин приехал, чтобы поквитаться за Шорти и срубить денег с Хуго. Он знает, что Гэгин отслужил три года на войне, а вернувшись на родину, не может найти себя в гражданской жизни. Ретц сообщает, что следит за Хуго, рассчитывая собрать достаточные улики для того, чтобы начать против него уголовное преследование. Зная, что у Гэгина имеются компрометирующие материалы на Хуго, Ретц просит не пытаться отомстить за смерть Шорти, а передать всю информацию властям, однако Гэгин отказывается, говоря: «Разве правительство не работает на Хуго, как это было во время войны?».
В поисках ночлега Гэгин отправляется в мексиканский салун «Три фиалки», где угощает выпивкой всех постояльцев, там же он знакомится с владельцем карусели Панчо (Томас Гомес). После продолжительной пьянки в трактире Панчо отводит Гэгина на свою карусель, укладывая его в хижине-времянке. Следом за Гэгиным идёт Пила, которой тот предлагает покататься на карусели, усадив на розовую лошадку. Около карусели появляется Ретц, который предупреждает Гэгина, что Хуго поручил своему подручному Локку убить его, и вновь предлагает сотрудничество взамен на защиту, однако Гэгин опять отказывается. Пила продолжает неотступно следовать за Гэгиным. Утром он даёт ей денег и отсылает в парикмахерскую сделать причёску, а сам отправляется в гостиницу на встречу с Хуго, который оказывается оживлённым, ухоженным мужчиной с мексиканскими усиками и со слуховым аппаратом на груди. Хуго рассказывает, что Шорти работал на него, но украл важный документ, а затем попытался получить за него выкуп. Пытаясь вернуть документ, Хуго убил Шорти. Гэгин сообщает, что теперь документ у него, это чек на 100 тысяч долларов, который Хуго выписал на имя правительственного чиновника в качестве взятки за возможность заключить крупный военный контракт. Гэгин хочет получить с Хуго 30 тысяч долларов в обмен на этот чек. Тот быстро соглашается, назначая на вечер встречу в ресторане «Тип Топ», когда будет готов передать деньги в обмен на компрометирующий его чек. В холле гостиницы Гэгина снова встречает Ретц, прося передать имеющуюся у него улику официальным органам, в противном случае его могут убить. Отказавшись, Гэгин проходит в ресторан, садится за столик вместе с Пилой и заказывает еду. Вскоре к нему подходит Марджори, которая предлагает с помощью хитрой комбинации вытянуть из Хуго значительно большие деньги, однако Гэгин ей не доверяет и отказывается от сотрудничества. Увидев в холле Хуго, Марджори уходит. Пока Пила обедает в ресторане, Гэгин отправляется на автовокзал и забирает чек. Вечером в ресторане «Тип Топ» Хуго ужинает в компании Марджори и других гостей. Когда появляется Гэгин, Марджори приглашает его танцевать. На танцплощадке Марджори сообщает Гэгину, что Хуго не собирается отдавать ему деньги, а затем выводит во двор, чтобы сообщить кое-какую конфиденциальную информацию. Там на Гэгина в темноте набрасываются двое бандитов, а Марджори тут же возвращается за столик к Хуго. Мимо неё во двор выходит Ретц, который затем появляется у столика Хуго, говоря, что на улице двое его друзей, которым не поздоровилось. Ретц добавляет, что Хуго так бы не злился, если бы получил от Гэгина то, что хотел. После ухода Ретца Хуго посылает Локка найти и привести Гэгина. Вызвав полицию, Ретц показывает им двух бандитов, напавших на Гэгина — один из них убит, а другой тяжело ранен. Полиция, в свою очередь, также отправляется на поиски Гэгина, но первой его находит Пила в кустах около ресторана. Она вытаскивает нож из спины Гэгина и обрабатывает его рану, а затем прячет его на карусели у Панчо. В поисках Гэгина двое бандитов Хуго набрасываются на Панчо и жестоко избивают его, однако тот ни в чём не сознаётся. Чтобы где-то переждать время до отхода автобуса, Пила отводит Гэгина в «Три фиалки», где бармен прячет его в служебном помещении. Гэгин отдаёт чек Пиле и просит спрятать его в блузку, после чего теряет сознание. В этот момент в салуне появляются Локк и Марджори. Когда Локк склоняется над Гэгиным, Пила бьёт его бутылкой по голове, лишая сознания, а сама выводит Гэгина через чёрный ход, отводит его на автовокзал и сажает в автобус. Когда она уходит в кассу за билетом, плохо соображающий Гэгин встаёт, выходит из автобуса и, пошатываясь, направляется в гостиницу к Хуго. В дверях номера подручные Хуго хватают Гэгина и догнавшую его Пилу. Хуго требует отдать чек, обещая деньги, однако Гэгин не может вспомнить, куда его дел. Подручные Хуго избивают сначала Гэгина, а затем и Пилу, чувствуя, что она что-то знает, но им так и не удаётся ничего добиться. В этот момент в комнату входит Ретц с пистолетом. Держа бандитов на прицеле, Ретц объясняет, что использовал Гэгина как наживку, ожидая, когда Хуго пойдёт на преступление. Хуго обращается к Гэгину, убеждая того не передавать чек Ретцу, а договориться с ним и получить деньги, предлагая уже 300 тысяч долларов. Гэгин берёт у Пилы чек и отдаёт Ретцу. Обедая с Ретцем на следующий день, Гэгин заметно нервничает, не зная, как попрощаться с Пилой. При расставании он целует Пилу в щёку, вызывая восхищение у её мексиканских подруг. Уходя, Гэгин и Ретц видят, как подруги окружают Пилу, и она начинает им вдохновенно рассказывать о своих приключениях.

## В ролях
- Роберт Монтгомери — Счастливчик Гэгин
- Ванда Хендрикс — Пила
- Андреа Кинг — Марджори Ландин
- Томас Гомес — Панчо
- Фред Кларк — Фрэнк Хуго
- Арт Смит — Билл Ретц
- Беатрис Робертс — менеджер магазина (в титрах не указана)

## Создатели фильма
Продюсер фильма Джоан Харрисон начинала карьеру в 1930-е годы в команде Альфреда Хичкока, где выросла до сценариста таких его фильмов, как «Иностранный корреспондент» (1940), «Ребекка» (1940) и «Подозрение» (1941). Перебравшись в Голливуд, Харрисон написала сценарии фильмов нуар «Тёмные воды» (1944) и «Ноктюрн» (1946), одновременно став продюсером таких фильмов нуар, как «Леди-призрак» (1944), «Странное дело дяди Гарри» (1945) и «Мне не поверят» (1947).
Режиссёр и актёр Роберт Монтгомери стал известен в 1930-е годы как исполнитель ролей в романтических комедиях, таких как «Блондинка из Фоллиз» (1932), «Навсегда со времён Евы» (1937), «Мистер и миссис Смит» (1941) Альфреда Хичкока и «А вот и мистер Джордан» (1941), за роль в последней он был номинирован на Оскар. Перед этим Монтгомери уже номинировался на Оскар в 1938 году за роль в криминальном триллере «Когда наступит ночь» (1937). В 1942—44 годах Монтгомери не снимался в связи со службой в Военно-морском флоте во время Второй мировой войны. Далее, как пишет киновед Джей С. Стейнберг, «первой актёрской работой Монтгомери после его возвращения с военно-морской службы была роль в военной драме Джона Форда „Они были незаменимыми“ (1945), когда в последние дни съёмочного графика этой картины Форд неожиданно сломал ногу». Как вспоминал сам Монтгомери в 1980 году, «в тот момент, когда он навещал Форда в больнице, режиссёру позвонили со студии, желая узнать, когда он рассчитывает вернуться на съёмочную площадку. Он сказал: „Я не вернусь… Я останусь здесь и буду лечить ногу. Картину закончит Монтгомери“. Так я впервые услышал об этом. Это стало приличным шоком». Далее Стейнберг пишет: «Полученный опыт разжёг аппетит Монтгомери, и он снова выступил в качестве режиссёра и исполнителя главной роли, экранизировав роман Рэймонда Чандлера „Леди в озере“ (1947), который был признан как одно из основополагающих произведений нуара». В этом фильме Монтгомери исполнил роль знаменитого детектива Филипа Марлоу, а как режиссёр развернул камеру таким образом, что она смотрела на происходящее глазами Марлоу на протяжении всего фильма, и в итоге Монтгомери «показывался на экране, только когда смотрелся в зеркало». В дальнейшем Монтгомери не смог добиться заметных успехов на большом экране, поставив комедии «Ещё раз, моя дорогая» (1949) и «Ваш свидетель» (1950) (продюсером обоих фильмов была Джоан Харрисон), а позднее стал продюсером и ведущим успешной телеантологии «Роберт Монтгомери представляет» (1950—57).
Автор сценария фильма Бен Хект был одним из самых плодотворных и успешных сценаристов Голливуда, «на протяжении своей карьеры он шесть раз номинировался на Оскар за свои сценарии». Хект завоевал Оскары за сценарии криминальной мелодрамы «Подполье» (1927) и драмы «Подлец» (1935), и ограничился номинациями за биографический фильм «Вива, Вилья!» (1934), мелодраму «Грозовой перевал» (1939), криминальную комедию «Ангелы над Бродвеем» (1940, Хект был также режиссёром этого фильма) и шпионский триллер Хичкока «Дурная слава» (1946). Хект был автором сценария таких значимых фильмов нуар, как «Лицо со шрамом» (1932), «Завороженный» (1945), «Поцелуй смерти» (1947) и «Там, где кончается тротуар» (1950), он также работал над сценариями (без указания в титрах) над фильмами «Ангелы с грязными лицами» (1938), «Иностранный корреспондент» (1940), «Гильда» (1946), «Верёвка» (1948), «Плач большого города» (1948), «Незнакомцы в поезде» (1951) и «Ангельское лицо» (1952).
Второй сценарист картины, Чарльз Ледерер был не только многолетним партнёром Хекта (вместе официально и неофициально они работали над 15 фильмами), но и самостоятельной фигурой, особенно прославившись сценариями таких популярных эксцентрических комедий Говарда Хоукса, как «Его девушка Пятница» (1940), «Солдат в юбке» (1949), «Обезьяньи проделки» (1952) и «Джентльмены предпочитают блондинок» (1953), фантастического хоррора «Нечто из иного мира» (1951) и триллера «Одиннадцать друзей Оушена» (1960).

## Оценка фильма критикой

### Общая оценка фильма
Критики дали фильму в основном положительную оценку, отметив при этом его необычный характер для жанра фильм нуар. После выхода картины кинокритик Босли Краузер оценил её позитивно, написав в «Нью-Йорк Таймс», что «никто из сценаристов не любит больше, чем ироничный Бен Хект, поразмышлять над головокружительными вращениями карусели жизни. Именно это он и делает в крутом и часто жёстком стиле, в сценарии, который он и Чарльз Ледерер написали для „Розовой лошади“. И именно это Роберт Монтгомери увлекательно перенёс на экран в этой плотной и мрачной мелодраме». Позднее Крейг Батлер оценил фильм как «один из странных, но захватывающих примеров фильма нуар 1940-х годов», отметив, что хотя «у фильма есть свои недостатки, тем не менее, это мощный возбуждающий фильм, который заслуживает нескольких просмотров». А Деннис Шварц называет фильм «стильно представленной комплексной психологической мелодрамой» и «в своём роде уникальным фильмом нуар». Джей С. Стейнберг с сожалением констатирует, что сегодня эта «атмосферическая и восхитительная картина Роберта Монтгомери» знакома «в основном только поклонникам фильма нуар», а сайт Filmsgarded отмечает: «Если бы не единственная номинация на Оскар, фильм сегодня был бы абсолютно неизвестен… Об этом фильме немногие слышали, не говоря о том, чтобы его смотрели».

### Характеристика фильма
Краузер описывает фильм как «мрачно-комичную историю о приключениях шантажиста-любителя в шумном курортном городке в Нью-Мексико», и как «последовательный рассказ о неуклюжей попытке шантажиста выпотрошить набитого бриллиантами энергичного преступного дельца во время фиесты, и о его странной связи с мексиканским ребёнком и владельцем карусели». Батлер считает, что «сценарий чрезмерно запутан и потеряет часть зрителей, но его сложность, кажется, проистекает от какой-то более значимой цели, чем просто удерживать аудиторию в напряжении; он беспокоит зрителей, даже как бы бросая им вызов», отмечая далее, что «путешествие, в которое пускается главный герой, чуждо ему, и это чувство передаётся зрителю, но, в конце концов, оно становится его путём к искуплению». Шварц подчёркивает, что «фильм определяет себя через озлобленного одинокого персонажа (роль которого сыграл Монтгомери)», который «заряжен ненавистью по отношению к Хуго», и эта ненависть «становится точкой отчуждения Гэгина и ненависти по отношению к обществу». Лишь после попадания на карусель как «в своего рода святилище, Гэгин начинает снова становиться человеком, понимающим, что он должен сделать выбор либо в сторону саморазрушения, либо искать спасения, что является типичным конфликтом для героев фильма нуар». Filmsgarded отмечает, что «Розовую лошадь» «называют фильмом нуар, главным образом из-за эпохи, в которую он был сделан. Однако он не так просто вписывается в рамки жанра. В фильме слишком много героев, многие реплики комичны, но действительно ли они таковы — это вопрос трактовки. Андреа Кинг слишком поспешна и несоблазнительна, чтобы быть роковой женщиной. Даже название странное, так как происходит от выбора керамической лошадки на карусели». Характеризуя личность Гэгина, Filmsgarded пишет, что он «не герой и не антигерой. Он достаточно туп, чтобы подумать, что ему удастся провернуть быструю аферу. Но для человека, намеренного навлечь на себя беду, он быстро находит себе великолепных друзей: Пилу, молодую мексиканскую девушку, Панчо, общительного владельца карнавальной карусели, и Ретца, федерального агента, который также охотится на Хуго. Гэгин ведёт себя как малыш, вырвавшийся на уличную свободу. И требуются бесконечные и совместные усилия его вновь обретённых друзей, чтобы он остался в живых».

### Характеристика работы режиссёра и творческой группы
Критики очень высоко оценили как режиссёрскую, так и актёрскую работу Монтгомери. Так, Кроутер написал, что «как режиссёр, и как актёр он сумел добиться того, чтобы всё выглядело поразительно точно, и чтобы история продвигалась в неумолимом темпе. И он также смог украсить её пугающим экшном и сильными искренними эмоциями. Действительно, он искусно создал этот жанровый фильм. Он сделал и ещё кое-что исключительное; он предоставил актёрам настоящий шанс проявить себя». По словам Батлера, «режиссёр Роберт Монтгомери и сценаристы Бен Хект, Чарльз Ледерер и Джоан Харрисон создают произведение в психологическом духе, иногда довольно мрачном, но делается это сознательно». Шварц отмечает, что «Хект и Ледерер обеспечивают твёрдый и чёткий сценарий», а Батлер добавляет, что «режиссура Монтгомери особенно хороша, она напряжённа, но при этом побуждает к размышлениям». Стейнберг считает, что после просмотра картины «зритель уходит с сожалением, что Монтгомери получил так мало возможностей выступить в качестве режиссёра в Голливуде, поскольку фильм демонстрирует его режиссёрскую фантазию и уверенную руку с начала до самого конца». Он указывает, что «Монтгомери не только проводит зрителя через эту морально неоднозначную вселенную уверенной режиссёрской рукой, но и повсюду более чем убедителен в роли лишённого иллюзий, лаконичного бандита Гэгина». Далее он пишет: «Монтгомери демонстрирует, насколько силён он был как режиссёр и как исполнитель главной роли в тех нечастых случаях, когда он отступал в сторону от лёгкого фарса, к которому он был так сильно привязан, и получал разрешение создать образ запоминающегося антигероя или злодея».

### Характеристика актёрской работы
Критики высоко оценили актёрскую работу не только Монтгомери, но и Ванды Хенрикс, Томаса Гомеса и Фреда Кларка. Краузер указал, что если не считать его «собственную, живую и жёсткую игру в роли шантажиста, Монтгомери отдал сердце истории Ванде Хендрикс, новичку, которая очень хороша. Она исполняет роль мексиканского чудо-ребёнка, которая следует за нашим героем тенью всю ночь, и, наконец, ей удаётся помочь ему в его последней жестокой гонке с судьбой и смертью. В этой роли мисс Хендрикс поразительно чувственна в передаче как грустных, так и мистических настроений». Далее Краузер отмечает, что «Томас Гомес в качестве хозяина карусели, удивительно весел и живописен». Кроме того, «заслуживают высокой оценки Фред Кларк за исполнение роли крупного мошенника, образ которого тщательно проработан и убедителен, а также Арт Смит в качестве рассудительного человека из ФБР». Батлер однако считает, что игра Монтгомери «не настолько хороша, как его режиссура; он более чем адекватен, но не настолько на своём месте, как был бы Хамфри Богарт, и потому в нём слишком часто видишь актёра, а не героя, который поставлен перед выбором». При этом Батлер всё-таки считает, что его игра «достаточно сильна, чтобы удерживать к картине интерес, кроме того, он получает отличную поддержку со стороны Ванды Хендрикс, Андреа Кинг и Томаса Гомеса». Filmsgarded отмечает, что «фильм изобилует памятными ролями второго плана. Гомес великолепен, так же, как и Фред Кларк, характерный актёр, который часто играет неприятных, аморальных бизнесменов. В качестве гангстера Хуго он живет безрадостной, алчной жизнью, общаясь с неприятной любительницей развлечений Марджори и безликими, ничего не соображающими громилами». Стейнберг также считает, что «фильм выигрывает от более чем искусной работы актёров второго плана». В частности, «маленькая и красивая Хендрикс привнесла почти неземное потустороннее качество в свой образ Пилы, и её работа захватывает». А «Гомес, которого сегодня более всего помнят по исполнению ролей бандитов и гангстеров, вроде Кёрли в „Ки-Ларго“ (1948), выдаёт здесь самую запоминающуюся игру. От его персонажа сначала ожидаешь, что он ограбит Гэгина при первой же возможности, но в итоге он раскрывается как самая благородная фигура в этом фильме».